# Клінт Маларчук
Клінт Маларчук (англ. Clint Malarchuk; 1 травня 1961, м. Гранд-Прері, Канада) — канадський хокеїст українського походження, воротар.

## Біографія

### 1980-ті
Виступав у юнацькій Західній хокейній лізі за «Портленд Вінтерхоукс».
З 1981 року виступав у НХЛ за «Квебек Нордікс», «Вашингтон Кепіталс» та «Баффало Сейбрс».
Учасник Рандеву-87.

### Травма

Клінт Маларчук після отриманої травми

22 березня 1989 року, коли «Баффало Сейбрс» приймали «Сент-Луїс Блюз», захисник «Баффало» Уве Крупп, легенда німецького хокею, вів боротьбу з «блюзменом» Стівом Таттлом. Боротьба завершилася падінням обох на лід. Коли Крупп штовхнув Таттла, нога останнього здійнялася вгору й лезо ковзана потрапило точно на горло Маларчука трохи нижче від воротарської маски, перерізавши яремну вену. Відразу після цього під Маларчуком почала з великою швидкістю збільшуватись пляма крові, яка фонтанувала з його шиї. Видовище було настільки жахливим, що дев'ять вболівальників на перших рядах знепритомніли, двох вхопив серцевий напад, а трьох хокеїстів, які перебували на льоду, тут же знудило.
Маларчука врятувала тільки оперативність фізіотерапевта «Баффало» Джима Піццутеллі. Той затиснув вену, допоміг воротареві дістатися до лавки запасних і підтрибунного приміщення. Працівники арени взялися прибирати з льоду калюжі крові, для чого довелося переморожувати лід. Після цього матч продовжився і «Сент-Луїс» святкував перемогу з мінімальним рахунком 2:1.
Маларчук жодного разу не знепритомнів. Як він потім згадував, на той момент у нього в голові було всього дві думки: «Я вмираю» і «Я повинен померти гідно». «Я знав, що людина, якій перерізали горло, може прожити хвилини три, не більше. Все що я хотів у той момент — піти з льоду», згадує Маларчук, «Моя мати дивилася гру по телевізору і я не хотів, щоб вона побачила, як я вмираю». Потрапивши в роздягальню, Маларчук просив менеджера з екіпірування передати його матері, що він любить її, й покликати священика.
Попри страшну травму, воротар вижив. Маларчуку наклали близько 300 швів і вже через два дні виписали з лікарні. А вже за тиждень вболівальники «Баффало» влаштували довготривалу овацію Маларчуку, який повернувся на лід у матчі проти «Квебека».
Як виявилось, рана була дуже небезпечною, і врятуватися Клінту дозволив лише щасливий збіг низки факторів:
1. Якби лезо Таттла пройшло на три міліметри вище, то Маларчук не встиг би дістатися до роздягальні, померши через дві хвилини від втрати крові[7].
2. Якби це сталося в іншому періоді, коли ворота, які захищав Маларчук, перебували би на протилежній стороні майданчика — він би не встиг добігти до виходу з льоду та помер би від втрати крові[8].
3. Імовірно, якби фізіотерапевтом «Баффало» був не Джим Піццутеллі, ветеран війни у В'єтнамі, де він не раз стикався з подібними пораненнями, а інший лікар, то Маларчук би помер у роздягальні. Піццутелі зумів зупинити кровотечу, що дало воротареві можливість дочекатися реанімації[9].

### Виступи після травми
Попри те, що лікарі не рекомендували Клінту грати того року, Маларчук вирішив, що чим довше знаходитись поза грою, тим складніше потім повернутися в ігровий ритм, через що майже відразу повернувся на лід.
Проте через травму воротаря почали переслідувати кошмари, він впав у депресію. Відповідно, що погіршала і його гра. Крім того, чим гірше він грав, тим глибше впадав у депресію. На допомогу стали приходити алкоголь та заспокійливе.

### Клінічна смерть
У середині січня 1992 року Маларчук застудився. Внаслідок цього він був змушений піти на лікарняний. Якраз в той час, 22 січня, «Баффало Біллс» проводило Super Bowl — головний матч року з американського футболу. Маларчук приймав ліки від застуди. А в той день змішав їх з порцією сильних болезаспокійливих, після чого випив п'ять літрів міцного пива. У результаті він без свідомості і з зупинкою дихання був доставлений в Erie County Medical Center, де лікарі знову врятували йому життя.

### Інцидент з рушницею
7 жовтня 2008 року Маларчук, який на той момент працював тренером воротарів «Колумбус Блю-Джекетс», вирушив на полювання. У якийсь момент, Маларчук поставив рушницю прикладом на землю, затиснувши його між ногами. Рушниця вистрілила. Куля прошила підборіддя Маларчука та вийшла через рот. Але і після цього нещасного випадку Маларчук залишився живий, вийшовши з лікарні через тиждень, щоб розпочати виконувати свої безпосередні обов'язки тренера воротарів. Досі достеменно невідомо, чи було це спробою самогубства. Сам же Клінт зазначає, що не бажав цього і не знав, що рушниця заряджена